# Yoshihiko Saitō
Yoshihiko Saitō (斎藤 嘉彦, Saitō Yoshihiko, né le 12 février 1972 à Tomioka) est un athlète japonais, spécialiste du 400 mètres haies.

## Biographie
Vice-champion du monde junior du 400 m haies en 1990, il s'adjughe le titre des Championnats d'Asie de 1991, à Kuala Lumpur en 50 s 46. Il remporte la médaille de bronze du relais 4 × 400 m lors des Championnats du monde en salle 1993, à Toronto, en compagnie de Seiji Inagaki, Hiroyuki Hayashi et Masayoshi Kan. L'équipe du Japon, qui établit le temps de 3 min 07 s 30, est devancée par les États-Unis et Trinité-et-Tobago.

### Palmarès
| Date | Compétition                    | Lieu         | Résultat | Épreuve     |
| ---- | ------------------------------ | ------------ | -------- | ----------- |
| 1990 | Championnats du monde juniors  | Plovdiv      | 2e       | 400 m haies |
| 1991 | Championnats d'Asie            | Kuala Lumpur | 1er      | 400 m haies |
| 1991 | Universiade                    | Sheffield    | 2e       | 400 m haies |
| 1993 | Championnats du monde en salle | Toronto      | 3e       | 4 × 400 m   |
| 1993 | Universiade                    | Buffalo      | 2e       | 400 m haies |
| 1994 | Jeux asiatiques                | Hiroshima    | 2e       | 400 m haies |
| 1995 | Universiade                    | Fukuoka      | 3e       | 400 m haies |
| 1997 | Jeux de l'Asie de l'Est        | Busan        | 2e       | 400 m haies |
| 1998 | Jeux asiatiques                | Bangkok      | 2e       | 400 m haies |

### Records
| Épreuve          | Performance | Lieu     | Date           |
| ---------------- | ----------- | -------- | -------------- |
| 400 mètres haies | 48 s 64     | Kumamoto | 3 octobre 1998 |